# Sphinctacanthus viridiflorus
Sphinctacanthus viridiflorus är en akantusväxtart som beskrevs av Ridley. Sphinctacanthus viridiflorus ingår i släktet Sphinctacanthus och familjen akantusväxter. Inga underarter finns listade i Catalogue of Life.